# Élections cantonales de 1988 en Guadeloupe
Les élections cantonales ont eu lieu les 25 septembre et 2 octobre 1988.
Lors de ces élections, 21 des 42 cantons de la Guadeloupe ont été renouvelés. 
Elles ont vu la reconduction de la majorité FGPS-PCG dirigée par Dominique Larifla, président du conseil général depuis 1985.

## Résultats à l’échelle du département

### Assemblée sortante
| Parti                                         | Sigle | Élus |
| --------------------------------------------- | ----- | ---- |
| Majorité (25 sièges)                          |       |      |
| Fédération guadeloupéenne du Parti socialiste | FGPS  | 15   |
| Parti communiste guadeloupéen                 | PCG   | 10   |
| Opposition (17 sièges)                        |       |      |
| Rassemblement pour la République              | RPR   | 7    |
| Divers droite                                 | DVD   | 6    |
| Union pour la démocratie française            | UDF   | 4    |
| Président du conseil général                  |       |      |
| Dominique Larifla (FGPS)                      |       |      |

### Assemblée élue
| Parti                                         | Sigle | Élus |
| --------------------------------------------- | ----- | ---- |
| Majorité (24 sièges)                          |       |      |
| Fédération guadeloupéenne du Parti socialiste | FGPS  | 14 1 |
| Parti communiste guadeloupéen                 | PCG   | 10   |
| Opposition (18 sièges)                        |       |      |
| Rassemblement pour la République              | RPR   | 9 2  |
| Divers droite                                 | DVD   | 4 2  |
| Union pour la démocratie française            | UDF   | 3 1  |
| Divers gauche                                 | DVG   | 2 2  |
| Président du conseil général                  |       |      |
| Dominique Larifla (FGPS)                      |       |      |

## Résultats par canton

### Canton des Abymes-2
- Frédéric Jalton (FGPS), député, conseiller général depuis 1964, ne se représente pas.

| Candidats | Candidats           | Étiquette | Premier tour | Premier tour |
| Candidats | Candidats           | Étiquette | Voix         | %            |
| --------- | ------------------- | --------- | ------------ | ------------ |
|           | René-Serge Nabajoth | FGPS      |              |              |
|           |                     |           |              |              |
|           |                     |           |              |              |
| Inscrits  | Inscrits            | Inscrits  |              | 100,00       |
| Votants   |                     |           |              |              |
| Exprimés  |                     |           |              |              |

*sortant

### Canton des Abymes-3
- René-Serge Nabajoth (FGPS) se représente dans le premier canton.

| Candidats | Candidats         | Étiquette | Premier tour | Premier tour |
| Candidats | Candidats         | Étiquette | Voix         | %            |
| --------- | ----------------- | --------- | ------------ | ------------ |
|           | Jacques Monpierre | FGPS (*)  | 1 463        | 81,96        |
|           | Anatole Louber    | PCG       | 229          | 12,83        |
|           | Socrate Casimir   | RPR       | 93           | 5,21         |
|           |                   |           |              |              |
| Inscrits  | Inscrits          | Inscrits  |              | 100,00       |
| Votants   |                   |           |              |              |
| Exprimés  | Exprimés          | Exprimés  | 1 785        |              |

*sortant

### Canton des Abymes-4
- Agnès Tantin n'est pas élu au premier tour car elle n'atteint pas 25% des inscrits, du fait de la très forte abstention.

| Candidats | Candidats         | Étiquette | Premier tour | Premier tour | Ballotage | Ballotage |
| Candidats | Candidats         | Étiquette | Voix         | %            | Voix      | %         |
| --------- | ----------------- | --------- | ------------ | ------------ | --------- | --------- |
|           | Agnès Tantin *    | FGPS      | 860          | 61,74        | 1 061     | 68,85     |
|           | Marcel Lacoma     | RPR       | 312          | 22,40        | 480       | 31,15     |
|           | Pierre Jean-Louis | UPLG      | 153          | 10,98        |           |           |
|           | André Dorville    | PCG       | 68           | 4,88         |           |           |
|           |                   |           |              |              |           |           |
| Inscrits  | Inscrits          | Inscrits  |              | 100,00       | 5 305     | 100,00    |
| Votants   | Votants           | Votants   |              |              | 1 668     | 31,45     |
| Exprimés  | Exprimés          | Exprimés  | 1 393        |              | 1 541     | 92,38     |

*sortant

### Canton des Abymes-5
- Arthur Boucard n'est pas élu au premier tour car il n'atteint pas 25% des inscrits, du fait de la très forte abstention.

| Candidats | Candidats          | Étiquette | Premier tour | Premier tour | Ballotage | Ballotage |
| Candidats | Candidats          | Étiquette | Voix         | %            | Voix      | %         |
| --------- | ------------------ | --------- | ------------ | ------------ | --------- | --------- |
|           | Arthur Boucard *   | FGPS      | 650          | 67,15        | 793       | 70,05     |
|           | Bertrand Galantine | RPR       | 196          | 20,25        | 339       | 29,95     |
|           | Donatien Lambert   | PCG       | 122          | 12,60        |           |           |
|           |                    |           |              |              |           |           |
| Inscrits  | Inscrits           | Inscrits  |              | 100,00       | 3 232     | 100,00    |
| Votants   | Votants            | Votants   |              |              | 1 255     | 38,84     |
| Exprimés  | Exprimés           | Exprimés  | 968          |              | 1 132     | 90,20     |

*sortant

### Canton de Basse-Terre-1
- Jérôme Cléry n'est pas élu au premier tour car il n'atteint pas 25% des inscrits, du fait de la très forte abstention.

| Candidats | Candidats           | Étiquette | Premier tour | Premier tour | Ballotage | Ballotage |
| Candidats | Candidats           | Étiquette | Voix         | %            | Voix      | %         |
| --------- | ------------------- | --------- | ------------ | ------------ | --------- | --------- |
|           | Jérôme Cléry *      | PCG       | 961          | 55,29        | 1 458     | 67,87     |
|           | Pierre Renaison     | RPR       | 447          | 25,72        | 690       | 32,13     |
|           | Roland Ézelin       | UPLG      | 190          | 10,93        |           |           |
|           | Lucien Vingataramin | FGPS      | 92           | 5,29         |           |           |
|           |                     |           |              |              |           |           |
| Inscrits  | Inscrits            | Inscrits  |              | 100,00       | 5 173     | 100,00    |
| Votants   | Votants             | Votants   |              |              | 2 290     | 44,27     |
| Exprimés  | Exprimés            | Exprimés  | 1 738        |              | 2 148     | 93,80     |

*sortant

### Canton de Basse-Terre-2
| Candidats | Candidats               | Étiquette | Premier tour | Premier tour | Ballotage | Ballotage |
| Candidats | Candidats               | Étiquette | Voix         | %            | Voix      | %         |
| --------- | ----------------------- | --------- | ------------ | ------------ | --------- | --------- |
|           | Ary-Gérard Foy          | app PCG   | 647          | 49,58        | 1 059     | 62,00     |
|           | Daniel Beaubrun *       | RPR       | 486          | 37,24        | 649       | 38,00     |
|           | Laurent Farrugia        | app UPLG  | 93           | 7,13         |           |           |
|           | Frantz Bouchart         | FGPS      | 51           | 3,91         |           |           |
|           | Édith Caroline Boulassy | diss RPR  | 28           | 2,15         |           |           |
|           |                         |           |              |              |           |           |
| Inscrits  | Inscrits                | Inscrits  |              | 100,00       | 3 760     | 100,00    |
| Votants   | Votants                 | Votants   |              |              | 1 803     | 47,96     |
| Exprimés  | Exprimés                | Exprimés  | 1 305        |              | 1 708     | 94,73     |

*sortant

### Canton de Bouillante
| Candidats | Candidats          | Étiquette | Premier tour | Premier tour |
| Candidats | Candidats          | Étiquette | Voix         | %            |
| --------- | ------------------ | --------- | ------------ | ------------ |
|           | Philippe Chaulet * | RPR       |              |              |
|           |                    |           |              |              |
| Inscrits  | Inscrits           | Inscrits  |              | 100,00       |
| Votants   |                    |           |              |              |
| Exprimés  |                    |           |              |              |

*sortant

### Canton de Capesterre-de-Marie-Galante
| Candidats | Candidats        | Étiquette | Premier tour | Premier tour |
| Candidats | Candidats        | Étiquette | Voix         | %            |
| --------- | ---------------- | --------- | ------------ | ------------ |
|           | Benoît Camboulin | DVD       | 752          | 50,20        |
|           | André Pasbeau *  | FGPS      | 725          | 48,40        |
|           | Ernest Coudoux   | PCG       | 21           | 1,40         |
|           |                  |           |              |              |
| Inscrits  | Inscrits         | Inscrits  |              | 100,00       |
| Votants   |                  |           |              |              |
| Exprimés  | Exprimés         | Exprimés  | 1 498        |              |

*sortant

### Canton du Gosier-1
- Léopold Hélène n'est pas élu au premier tour car il n'atteint pas 25% des inscrits, du fait de la très forte abstention.

| Candidats | Candidats            | Étiquette | Premier tour | Premier tour | Ballotage | Ballotage |
| Candidats | Candidats            | Étiquette | Voix         | %            | Voix      | %         |
| --------- | -------------------- | --------- | ------------ | ------------ | --------- | --------- |
|           | Léopold Hélène *     | RPR       | 659          | 52,14        | 953       | 55,08     |
|           | Louis Morton         | FGPS      | 425          | 33,62        | 777       | 44,92     |
|           | Édouard Lutin        | DVG       | 129          | 10,21        |           |           |
|           | Marie-Georges Michel | UPLG      | 51           | 4,04         |           |           |
|           |                      |           |              |              |           |           |
| Inscrits  | Inscrits             | Inscrits  |              | 100,00       | 4 141     | 100,00    |
| Votants   | Votants              | Votants   |              |              | 1 816     | 43,86     |
| Exprimés  | Exprimés             | Exprimés  |              |              | 1 730     | 95,26     |

*sortant

### Canton du Gosier-2
- Nesty Virolan n'est pas élu au premier tour car il n'atteint pas 25% des inscrits, du fait de la très forte abstention.

| Candidats | Candidats                  | Étiquette | Premier tour | Premier tour | Ballotage | Ballotage |
| Candidats | Candidats                  | Étiquette | Voix         | %            | Voix      | %         |
| --------- | -------------------------- | --------- | ------------ | ------------ | --------- | --------- |
|           | Nesty Virolan *            | RPR       | 827          | 50,64        | 1 359     | 57,39     |
|           | Christian Thénard          | DVD       | 460          | 28,17        | 1 009     | 42,61     |
|           | Julien André               | FGPS      | 282          | 17,27        |           |           |
|           | Louisiane Bordelais-Soulez | DVG       | 64           | 3,92         |           |           |
|           |                            |           |              |              |           |           |
| Inscrits  | Inscrits                   | Inscrits  |              | 100,00       | 5 015     | 100,00    |
| Votants   | Votants                    | Votants   |              |              | 2 492     | 49,70     |
| Exprimés  | Exprimés                   | Exprimés  |              |              | 2 368     | 95,02     |

*sortant

### Canton de Gourbeyre
| Candidats | Candidats                | Étiquette | Premier tour | Premier tour |
| Candidats | Candidats                | Étiquette | Voix         | %            |
| --------- | ------------------------ | --------- | ------------ | ------------ |
|           | Lucette Michaux-Chevry * | RPR       | 1 217        | 74,90        |
|           | Roger Plaisant           | UPLG      | 180          | 11,20        |
|           | Amédée Suzin             | DVG       | 171          | 10,57        |
|           | Charlemagne Zénon        | FGPS      | 55           | 3,36         |
|           |                          |           |              |              |
| Inscrits  | Inscrits                 | Inscrits  | 3 471        | 100,00       |
| Votants   | Votants                  | Votants   | 1 691        | 48,72        |
| Exprimés  | Exprimés                 | Exprimés  | 1 625        | 96,10        |

*sortant

### Canton de Grand-Bourg
| Candidats | Candidats     | Étiquette | Premier tour | Premier tour |
| Candidats | Candidats     | Étiquette | Voix         | %            |
| --------- | ------------- | --------- | ------------ | ------------ |
|           | Jean Girard * | app PCG   |              |              |
|           |               |           |              |              |
| Inscrits  | Inscrits      | Inscrits  |              | 100,00       |
| Votants   |               |           |              |              |
| Exprimés  |               |           |              |              |

*sortant

### Canton de Petit-Canal
| Candidats | Candidats           | Étiquette | Premier tour | Premier tour |
| Candidats | Candidats           | Étiquette | Voix         | %            |
| --------- | ------------------- | --------- | ------------ | ------------ |
|           | Florent Mitel *     | app PCG   | 1 454        | 58,82        |
|           | Christian Gobhardan | UDF       | 614          | 24,84        |
|           | Honoré Mardivirin   | UPLG      | 160          | 6,47         |
|           | Rony Rambinaissaing | RPR       | 108          | 4,37         |
|           | Ismène Luce         | DVG       | 67           | 2,71         |
|           | Bertrand Suray      | FGPS      | 42           | 1,70         |
|           | Albert Gibrien      | DVG       | 27           | 1,09         |
|           |                     |           |              |              |
| Inscrits  | Inscrits            | Inscrits  |              | 100,00       |
| Votants   |                     |           |              |              |
| Exprimés  | Exprimés            | Exprimés  | 2 472        |              |

*sortant

### Canton des Saintes
- Eugène L'Étang n'est pas élu au premier tour car il n'atteint pas 25% des inscrits, du fait de la très forte abstention.

| Candidats | Candidats           | Étiquette | Premier tour | Premier tour | Ballotage | Ballotage |
| Candidats | Candidats           | Étiquette | Voix         | %            | Voix      | %         |
| --------- | ------------------- | --------- | ------------ | ------------ | --------- | --------- |
|           | Eugène L'Étang *    | DVD       | 449          | 58,09        | 545       | 51,31     |
|           | Suger Petit         | FGPS      | 294          | 38,03        | 517       | 48,69     |
|           | Marie-Claude Samson | UPLG      | 30           | 3,88         |           |           |
|           |                     |           |              |              |           |           |
| Inscrits  | Inscrits            | Inscrits  |              | 100,00       | 2 520     | 100,00    |
| Votants   | Votants             | Votants   |              |              | 1 075     | 42,66     |
| Exprimés  | Exprimés            | Exprimés  | 773          |              | 1 062     | 98,79     |

*sortant

### Canton de Sainte-Anne-1
- Marcellin Lubeth n'est pas élu au premier tour car il n'atteint pas 25% des inscrits, du fait de la très forte abstention.

| Candidats | Candidats          | Étiquette | Premier tour | Premier tour | Ballotage | Ballotage |
| Candidats | Candidats          | Étiquette | Voix         | %            | Voix      | %         |
| --------- | ------------------ | --------- | ------------ | ------------ | --------- | --------- |
|           | Marcellin Lubeth * | app PCG   | 1 388        | 55,10        | 1 891     | 56,83     |
|           | Marlène Captant    | RPR       | 904          | 35,89        | 1 436     | 43,17     |
|           | Félix Cotellon     | UPLG      | 168          | 6,67         |           |           |
|           | Hubert Bicep       | FGPS      | 48           | 1,91         |           |           |
|           | Julien Gargar      | UDF       | 11           | 0,44         |           |           |
|           |                    |           |              |              |           |           |
| Inscrits  | Inscrits           | Inscrits  |              | 100,00       | 6 190     | 100,00    |
| Votants   | Votants            | Votants   |              |              | 3 447     | 55,69     |
| Exprimés  | Exprimés           | Exprimés  | 2 519        |              | 3 327     | 96,52     |

*sortant

### Canton de Sainte-Anne-2
- Hermann Songeons (PCG), conseiller général depuis 1978 ne se représente pas.

| Candidats | Candidats           | Étiquette | Premier tour | Premier tour | Ballotage | Ballotage |
| Candidats | Candidats           | Étiquette | Voix         | %            | Voix      | %         |
| --------- | ------------------- | --------- | ------------ | ------------ | --------- | --------- |
|           | Blaise Aldo         | RPR       | 586          | 38,71        | 1 108     | 56,27     |
|           | Guy Cadoce          | PCG (*)   | 559          | 36,92        | 861       | 43,73     |
|           | Toussaint Timbalier | DVD       | 299          | 19,75        |           |           |
|           | Claude Makouké      | UPLG      | 53           | 3,50         |           |           |
|           | Emmanuel Séjor      | FGPS      | 17           | 1,12         |           |           |
|           |                     |           |              |              |           |           |
| Inscrits  | Inscrits            | Inscrits  |              | 100,00       | 3 173     | 100,00    |
| Votants   | Votants             | Votants   |              |              | 2 028     | 63,92     |
| Exprimés  | Exprimés            | Exprimés  | 1 514        |              | 1 969     | 97,09     |

*sortant

### Canton de Sainte-Rose-1
| Candidats | Candidats        | Étiquette | Premier tour | Premier tour | Ballotage | Ballotage |
| Candidats | Candidats        | Étiquette | Voix         | %            | Voix      | %         |
| --------- | ---------------- | --------- | ------------ | ------------ | --------- | --------- |
|           | Daniel Jean *    | FGPS      | 1 294        | 46,13        | 1 857     | 51,31     |
|           | Clodomir Bazajet | UDF       | 905          | 32,26        | 1 762     | 48,69     |
|           | Henry Yacou      | UPLG      | 474          | 16,90        |           |           |
|           | Robert Grava     | PCG       | 132          | 4,71         |           |           |
|           |                  |           |              |              |           |           |
| Inscrits  | Inscrits         | Inscrits  |              | 100,00       | 5 944     | 100,00    |
| Votants   | Votants          | Votants   |              |              | 3 774     | 63,50     |
| Exprimés  | Exprimés         | Exprimés  | 2 805        |              | 3 619     | 95,89     |

*sortant

### Canton de Sainte-Rose-2
| Candidats | Candidats       | Étiquette | Premier tour | Premier tour | Ballotage | Ballotage |
| Candidats | Candidats       | Étiquette | Voix         | %            | Voix      | %         |
| --------- | --------------- | --------- | ------------ | ------------ | --------- | --------- |
|           | Félix Flémin    | PCG       | 987          | 43,56        | 1 337     | 52,14     |
|           | Colette Barré * | UDF       | 781          | 34,47        | 1 227     | 47,86     |
|           | Max Mathiasin   | FGPS      | 395          | 17,43        |           |           |
|           | Edmé Charabié   | UPLG      | 103          | 4,55         |           |           |
|           |                 |           |              |              |           |           |
| Inscrits  | Inscrits        | Inscrits  |              | 100,00       | 3 963     | 100,00    |
| Votants   | Votants         | Votants   |              |              | 2 612     | 63,91     |
| Exprimés  | Exprimés        | Exprimés  | 2 266        |              | 2 564     | 98,16     |

*sortant

### Canton de Saint-François
| Candidats | Candidats        | Étiquette | Premier tour | Premier tour |
| Candidats | Candidats        | Étiquette | Voix         | %            |
| --------- | ---------------- | --------- | ------------ | ------------ |
|           | Lucien Bernier * | app RPR   |              |              |
|           |                  |           |              |              |
| Inscrits  | Inscrits         | Inscrits  |              | 100,00       |
| Votants   |                  |           |              |              |
| Exprimés  |                  |           |              |              |

*sortant

### Canton de Saint-Louis
| Candidats | Candidats          | Étiquette | Premier tour | Premier tour |
| Candidats | Candidats          | Étiquette | Voix         | %            |
| --------- | ------------------ | --------- | ------------ | ------------ |
|           | François Paméole * | FGPS      |              |              |
|           |                    |           |              |              |
| Inscrits  | Inscrits           | Inscrits  |              | 100,00       |
| Votants   |                    |           |              |              |
| Exprimés  |                    |           |              |              |

*sortant

### Canton de Vieux-Habitants
| Candidats | Candidats         | Étiquette | Premier tour | Premier tour | Ballotage | Ballotage |
| Candidats | Candidats         | Étiquette | Voix         | %            | Voix      | %         |
| --------- | ----------------- | --------- | ------------ | ------------ | --------- | --------- |
|           | Nathalien Etna *  | UDF       | 1 379        | 40,49        | 2 099     | 56,15     |
|           | Edward Hatchi     | diss FGPS | 887          | 26,04        | 1 639     | 43,85     |
|           | Victorin Lurel    | FGPS      | 475          | 13,95        |           |           |
|           | Marcel Gène       | RPR       | 435          | 12,77        |           |           |
|           | Amélius Régent    | DVD       | 119          | 3,49         |           |           |
|           | Éric Desfontaines | UPLG      | 72           | 2,11         |           |           |
|           | Pascal Loubli     | PCG       | 39           | 1,15         |           |           |
|           |                   |           |              |              |           |           |
| Inscrits  | Inscrits          | Inscrits  |              | 100,00       | 6 920     | 100,00    |
| Votants   | Votants           | Votants   |              |              | 3 913     | 56,55     |
| Exprimés  | Exprimés          | Exprimés  | 3 406        |              | 3 738     | 95,55     |

*sortant

### Sources
- Résultats des élections cantonales 1988 sur data.gouv.fr